# 손현보
손현보는 대한민국 대한예수교장로회(고신) 소속 목사이다. 부산 강서구에 위치한 세계로교회의 담임 목사를 맡고 있다.

## 경력
고신대학교 신학과와 고려신학대학원을 졸업했으며, 1993년 녹산제일교회에 담임 목사로 부임했다. 이후 녹산제일교회는 세계로교회로 이름을 변경했다. 2021년 1월 6일 코로나19 범유행에 따른 사회적 거리두기가 시행되어 대면 예배를 진행해 11일 부산광역시와 강서구청으로부터 열흘 간 운영중단 명령을 받았으며, 12일부터 무기한 폐쇄 조치를 했다가 19일 해제되었다.2024년 10월 27일 열린 동성애 혐오, 반여성주의적인 집회인 '10·27 한국교회 200만 연합 예배 및 큰 기도회'의 실행위원장을 맡았다. 전광훈 목사는 손현보 목사가 자신에게 참여를 요청했으나 거절했다고 밝혔다.

### 탄핵 반대 집회
2024년 대한민국 비상계엄이 발생하자 부정선거가 발생했을 가능성을 언급했으며, 윤석열이 탄핵소추되자 대한민국 여러 지역에서 탄핵에 반대하며 한국사 강사인 전한길과 함께 세이브코리아 국가비상기도회를 열었다.

## 사생활
아들로 연금개혁청년행동 공동대표와 바른청년연합 대표를 맡고 있는 손영광 울산대학교 교수가 있다.